# Neckera crispa
Espèce
Neckera crispa est une espèce de Bryophytes de l'ordre des Hypnales.

## Description
Espèce de mi-ombre, Neckera crispa croît en larges touffes sur les substrats calcaires et à la base de certains troncs d'arbres où elle peut former de vastes colonies. Ses tiges, très robustes et dépassant fréquemment 4 centimètres, sont aplaties dans un plan.
Cette mousse doit son épithète spécifique à ses feuilles marquées d'ondulation transverses, visibles y compris à l’œil nu.

## Utilisations
Avec Anomodon viticulosus, cette espèce était récoltée sous le nom de mousse de buis dans le bassin du Rhône où elle était employée dans le calfatage des bateaux servant au transport fluvial. Son usage est attesté dès le néolithique et jusqu'à l'aube du vingtième siècle, périclitant rapidement avec l'apparition de techniques plus modernes.

## Liste des sous-espèces et variétés
Selon Tropicos (3 janvier 2014) (Attention liste brute contenant possiblement des synonymes) :
- sous-espèce Neckera crispa [unranked] fassana Molendo
- variété Neckera crispa var. anoclada Warnst.
- variété Neckera crispa var. falcata Boulay
- variété Neckera crispa var. gigas Györffy & Péterfi
- variété Neckera crispa var. julacea Bizot
- variété Neckera crispa var. pseudopennata Warnst.
- variété Neckera crispa var. subplana Warnst.